# Principe de superposition quantique
 (décembre 2010).
Si vous disposez d'ouvrages ou d'articles de référence ou si vous connaissez des sites web de qualité traitant du thème abordé ici, merci de compléter l'article en donnant les références utiles à sa vérifiabilité et en les liant à la section « Notes et références ».
Pour les articles homonymes, voir superposition.

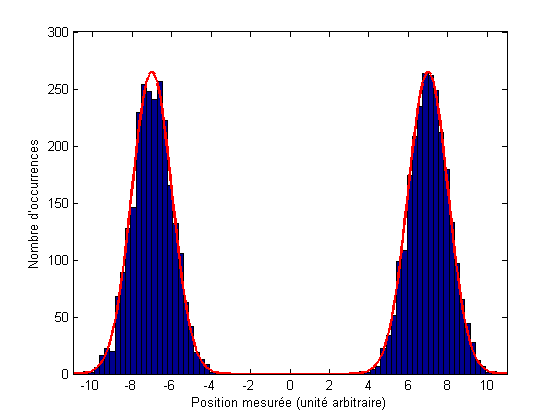
Mesure de la position d'un ensemble de particules étant dans le même état superposé.

En mécanique quantique, selon le principe de superposition, un même état quantique peut posséder plusieurs valeurs pour une certaine quantité observable (spin, position, quantité de mouvement, etc.)
Ce principe résulte du fait que l'état – quel qu'il soit – d'un système quantique (une particule, une paire de particules, un atome, etc.) est représenté par un vecteur dans un espace vectoriel nommé espace de Hilbert (premier postulat de la mécanique quantique).
Comme tout vecteur de tout espace vectoriel, ce vecteur admet une décomposition en une combinaison linéaire de vecteurs selon une base donnée. Or, il se trouve qu'en mécanique quantique, une observable donnée (comme la position, la quantité de mouvement, le spin, etc.) correspond à une base donnée de l'espace de Hilbert.
En conséquence, si l'on s'intéresse, par exemple, à la position d'une particule, l'état de position doit être représenté comme une somme d'un nombre (infini!) de vecteurs, chaque vecteur représentant une position précise dans l'espace. Le carré de la norme de chacun de ces vecteurs représente la probabilité de présence de la particule à une position donnée.
En notation bra-ket, la superposition d'un état quantique {\displaystyle |\psi \rangle } se note :
{\displaystyle |\psi \rangle =c_{1}|\alpha _{1}\rangle +c_{2}|\alpha _{2}\rangle +..+c_{n}|\alpha _{n}\rangle +..}
{\displaystyle c_{i}} étant le coefficient complexe de la combinaison linéaire, et {\displaystyle |\alpha _{i}\rangle } les vecteurs de la base choisie (qui dépend de l'observable).
Cette combinaison linéaire est nommée état de superposition, car la particule peut être vue comme étant simultanément, avec des probabilités diverses, en plusieurs endroits. L'état de superposition s'applique de la même façon à toutes les autres observables imaginables : vitesse, spin... et même mort/vivant dans le cas du célèbre Chat de Schrödinger.
C'est lors d'une opération de mesure que le vecteur représentant toutes les positions possibles se retrouve projeté sur un des vecteurs de la base, et est donc mesuré à une position (ou toute autre observable) précise (postulat 5 de la mécanique quantique).

Voir aussi 

## Interprétation de l'état de superposition quantique
L'état de superposition est une conséquence purement mathématique de la théorie quantique. L'interprétation physique pose un problème, car cet état ne correspond à rien de connu en physique classique, et semble ne pas subsister à l'échelle macroscopique (voir Chat de Schrödinger et Problème de la mesure quantique).
Il convient d'être très prudent quand on parle de particules « à plusieurs endroits en même temps » ou de chat « à la fois mort et vivant », car c'est appliquer des termes classiques, probablement inappropriés, à un état purement quantique. Voici les interprétations les plus courantes :
Selon l'interprétation de Copenhague de la mécanique quantique, l'état quantique n'a pas de sens physique avant l'opération de mesure. Seul l'état projeté, après la mesure, a un sens physique. Ainsi, selon cette interprétation, il est vain de rechercher une signification physique à ce qui n'est et ne doit rester qu'une pure formule mathématique. Cette interprétation renie donc formellement toute formulation comme « plusieurs endroits en même temps », ou « mort et vivant ».
Selon la théorie d'Everett, défendue également par David Deutsch, l'état de superposition admet une interprétation physique. Les états superposés existeraient dans une infinité d'univers parallèles : la particule serait à une certaine position dans un univers, et à une autre dans un autre univers. Dans cette théorie il est impropre également de parler de « plusieurs endroits en même temps » : pas dans le même univers en tout cas.
Selon  l'interprétation de De Broglie-Bohm, la fonction d'onde n'est pas suffisante pour décrire totalement une particule, il faut lui adjoindre une position. Cette position est cependant inconnue de l'expérimentateur et n'est révélée que lors d'une mesure. Des particules préparées de la même façon ont alors la même fonction d'onde mais des positions différentes. Ainsi, selon cette interprétation, la position d'une particule est à chaque instant bien déterminée et ne peut en aucun cas être à « plusieurs endroits en même temps ». Cependant cette position est pilotée par la fonction d'onde qui est, quant à elle, définie en plusieurs endroits de l'espace simultanément. 
Aucune interprétation ne fait aujourd'hui consensus chez les physiciens. À ce jour (2024), il s'agit d'un problème encore ouvert.